# عمو سیبیلو
عمو سیبیلو فیلمی ۲۹دقیقه‌ای است به نویسندگی و کارگردانیِ بهرام بیضایی از سالِ ۱۳۴۹. فیروز شیروانلو بانی ساخت این فیلم شد.
بازیگرانِ این فیلم بچّه‌های کوی کن هستند و صادق بهرامی در نقشِ عمو سیبیلو.

## داستان
مردی میانه‌سال برای فرار از شلوغی به منزلی جدید در حاشیهٔ شهر پناه آورده است و تنها زندگی می‌کند. کنارِ خانه‌اش زمینی است که کودکانی در آن فوتبال بازی می‌کنند. مرد از سر و صدای کودکان ناراضی است و کودکان هم سبیل او را مسخره می‌کنند. نام «عمو سیبیلو» را هم بچه‌ها برایش انتخاب کرده‌اند. مرد توپ بچه‌ها را قایم می‌کند و کودکان هر بار بیشتر اذیتش می‌کنند. تا این که مرد عصبی می‌شود و وقتی دنبال آن‌ها می‌کند، یکی از بچه‌ها از دیوار می‌افتد. چندی بعد که مرد احساس تنهایی می‌کند، کودکان را در شهر می‌یابد و آن‌ها را تا بیمارستانی تعقیب می‌کند. او با کودک آسیب‌دیده و بقیه بچه‌ها آشتی می‌کند و بچه‌ها دوباره برای بازی به کنار خانهٔ او برمی‌گردند.